# Округ Лоренс (Индијана)
Округ Лоренс (енгл. Lawrence County) је округ у америчкој савезној држави Индијана.

## Демографија
По попису из 2010. године број становника је 46.134, што је 212 (0,5%) становника више него 2000. године.
| Група             | 2000.          | 2010.          |
| Белци             | 44.711 (97,4%) | 44.562 (96,6%) |
| Афроамериканци    | 178 (0,4%)     | 186 (0,4%)     |
| Азијати           | 129 (0,3%)     | 224 (0,5%)     |
| Хиспаноамериканци | 416 (0,9%)     | 545 (1,2%)     |
| Укупно            | 45.922         | 46.134         |